# Lycée du Liechtenstein

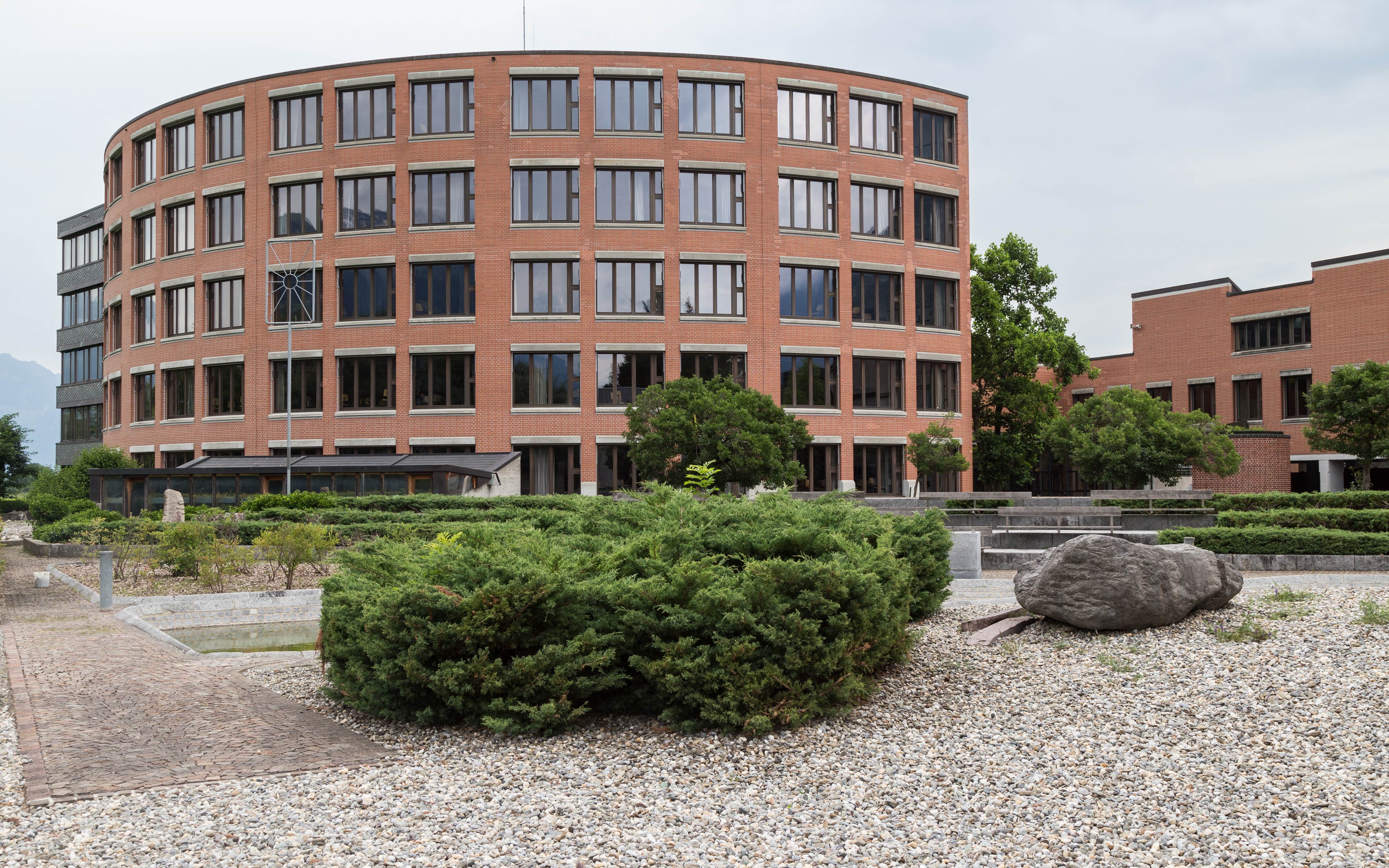
Lycée Du Liechtenstein

Le Liechtensteinisches Gymnasium (LG) (lycée du Liechtenstein) a été fondé en 1937 sous le nom de « Collegium Marianum » par les Marianen-Schulbrüder. C'est une école privée située à Vaduz. Depuis 1981, le lycée est une école publique financée par le Liechtenstein.
Le nombre d'étudiants ne cesse d'augmenter depuis le milieu des années 1980 (les filles n'étant admises que depuis la fin des années 1960). Actuellement, il y a plus de 700 élèves.

## L'enseignement: La Unterstufe (US) (classes inférieures, correspondant au collège français)
La Unterstufe du lycée du Liechtenstein comprend trois années; les classes sont appelées US1, US2 et US3.
Il existe trois possibilités d'entrer en lycée pour les bons élèves de la Realschule (type d'enseignement secondaire de niveau moins élevé) :
- après la 1re année de la Realschule ⇒ 2e année du lycée (US2)
- après la 3e année de la Realschule ⇒ 4e année du lycée (OS1)
- après la 4e année de la Realschule ⇒ 4e année du lycée (OS1)

Le nombre total des heures par semaine dans la Unterstufe est de 104 ; les élèves ont un enseignement de 34 heures par semaine en US1 et US2 et de 36 heures en US3.
Les matières de la Unterstufe sont les mêmes pour tous les élèves: religion, histoire-géographie, sciences naturelles, informatique (en US1), allemand, anglais, français (à partir de US2), latin (en US3), technologie et couture (en US1 et US2), art plastique, musique, sport et mathématiques. À ces matières s'ajoute une heure de classe (Lebenskunde) par semaine.
Il n'existe pas d'options pour les élèves de la Unterstufe, mais ils sont libres de choisir des matières facultatives.

## L'enseignement: La Oberstufe (OS) (classes supérieures, correspondant au lycée français)
La Oberstufe du lycée du Liechtenstein comprend quatre années; les classes sont appélées OS1, OS2, OS3 et OS4.
Le nombre total d'heures par semaine de la Oberstufe est de 140 ; les élèves reçoivent un enseignement de 35 heures par semaine et par an.
Dans la Oberstufe du lycées, les élèves choisissent une série parmi les cinq suivantes :
- Lingua
- Langues modernes
- Art, musique et pédagogie
- Économie et droit
- Mathématiques et sciences

L'enseignement de la Oberstufe est composé des éléments suivants :
- un certain nombre de matières de base qui sont les mêmes pour tous les élèves (29 heures/semaine en OS1 et OS2, 26 en OS3 et OS4)
- plusieurs matières de spécialité en fonction de la série choisie (6/5 heures par semaine)
- en OS3 et OS4: des options destinées à réduire l'effet de spécialisation provoqué par les séries (4 heures par semaine)

Plusieurs matières de bases sont obligatoires et communes à tous les élèves de la OS1 à la OS4. Ce sont: allemand, anglais, français, mathématiques, physique, éducation physique et sportive. À ces matières s'ajoute une heure de classe (Lebenskunde) par semaine.
Certaines matières sont seulement enseignées pendant une partie de la Oberstufe :
- en OS1 : biologie, économie-droit, histoire, art, musique, religion et éthique
- en OS2 : biologie, chimie, géographie, art ou musique, religion et éthique
- en OS3 : biologie, chimie, géographie, art ou musique, philosophie
- en OS4 : géographie, économie-droit, histoire, religion et éthique, philosophie

Dans chacune des séries, il y a au moins deux matières de spécialité, le nombre d'heures dans une de celles-ci étant plus élevé que celui des autres (ce qui est marqué par un * dans la liste suivante). Les matières de spécialité sont :
- Lingua : latin*, italien
- Langues modernes : espagnol*, latin ou italien
- Art, musique et pédagogie : art et musique*, pédagogie-psychologie
- Économie et droit : sciences économiques (gestion d'entreprise) et droit, comptabilités (OS1 et OS2) ou sciences économiques (OS3 et OS4), cours général d'économie
- Mathématiques et sciences : informatique; le nombre de cours des matières suivantes est élevé par rapport à l'enseignement de base: mathématiques, physique*, biologie*, chimie, géographie

## La maturité (correspondant au baccalauréat français)
Les élèves souhaitant passer le baccalauréat doivent avoir passé la OS4 et avoir obtenu des résultats satisfaisants dans deux dissertations.
Les matières de l'épreuve écrite sont :
- allemand
- anglais ou français
- mathématiques
- la matière de spécialité avec le plus grand nombre d'heures en total (dans la série « Art, musique et pédagogie », il y a une épreuve orale d'art et musique et une épreuve écrite de pédagogie/psychologie)

Les matières de l'épreuve orale sont :
- allemand, philosophie, religion et éthique ou histoire
- mathématique, biologie, physique, chimie, géographie ou économie-droit
- anglais, français, italien, espagnol ou latin
- une matière de spécialité au choix de l'élève (à l'exception de celles faisant l'objet d'une épreuve de matière de base)